# Valentine Green (Kupferstecher)

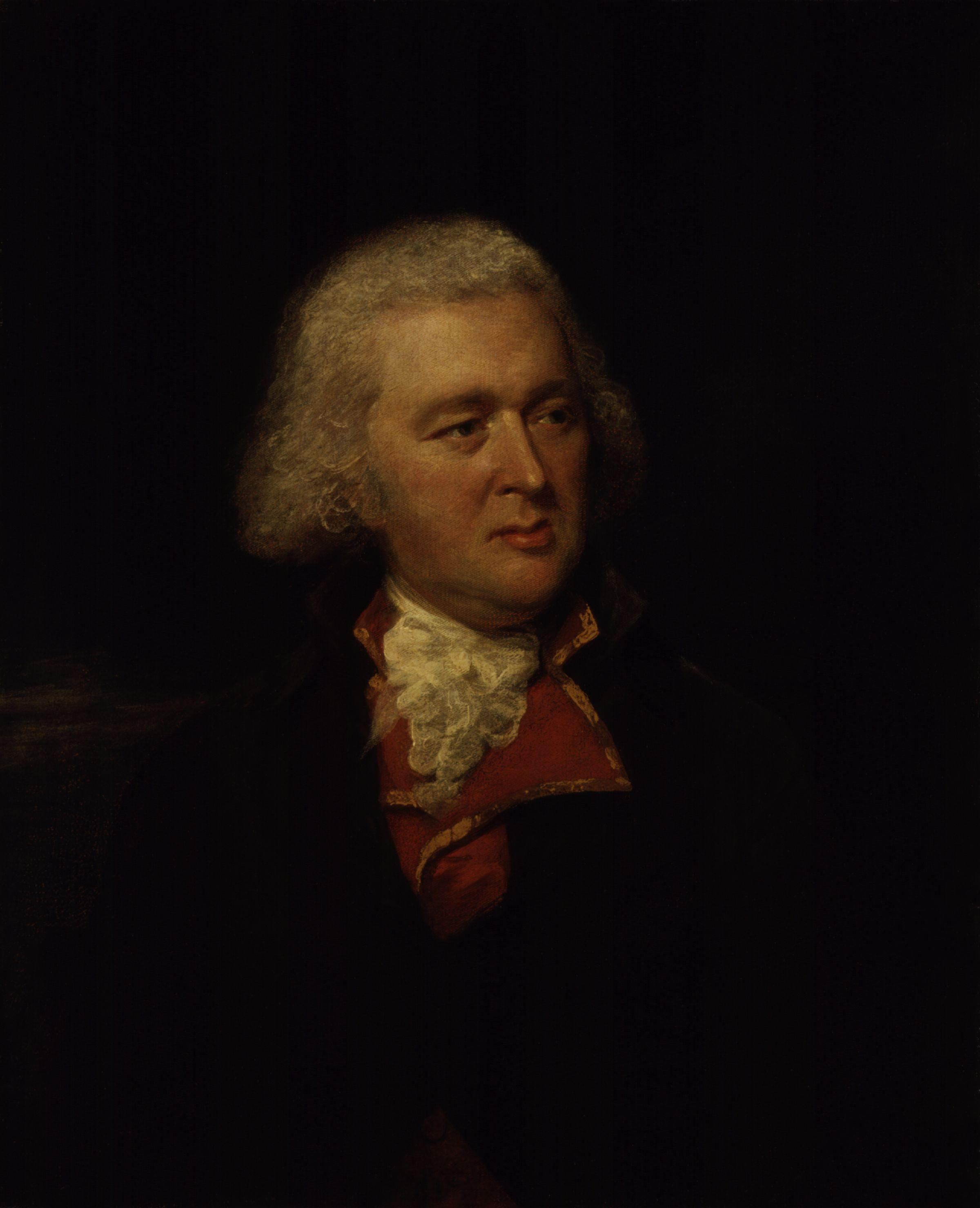
Valentine Green, 1788 gemalt von Lemuel Francis Abbott, National Portrait Gallery London

Valentine Green (* 3. Oktober 1739 in Salford Priors bei Alcester, Warwickshire; † 29. Juli 1813 in London) war ein britischer Mezzotintostecher, Zeichner und Verleger.

## Leben
Green, der Sohn eines Tanzmeisters, begann zunächst eine zweijährige Ausbildung zum Solicitor in Evesham. In den Jahren 1760–1765 absolvierte er sodann eine Lehre bei dem Stecher Robert Hancock (1730–1817) in Worcester, der Entwürfe und Stiche für die Worcester Porzellan-Manufaktur herstellte. 1764 publizierte Green das Buch A Survey of the City of Worcester mit 16 Illustrationen von Hancock nach Vorlagen, die er selbst gezeichnet hatte (Neu-Auflage 1796 mit 25 Tafeln unter dem Titel A History of the City of Worcester).

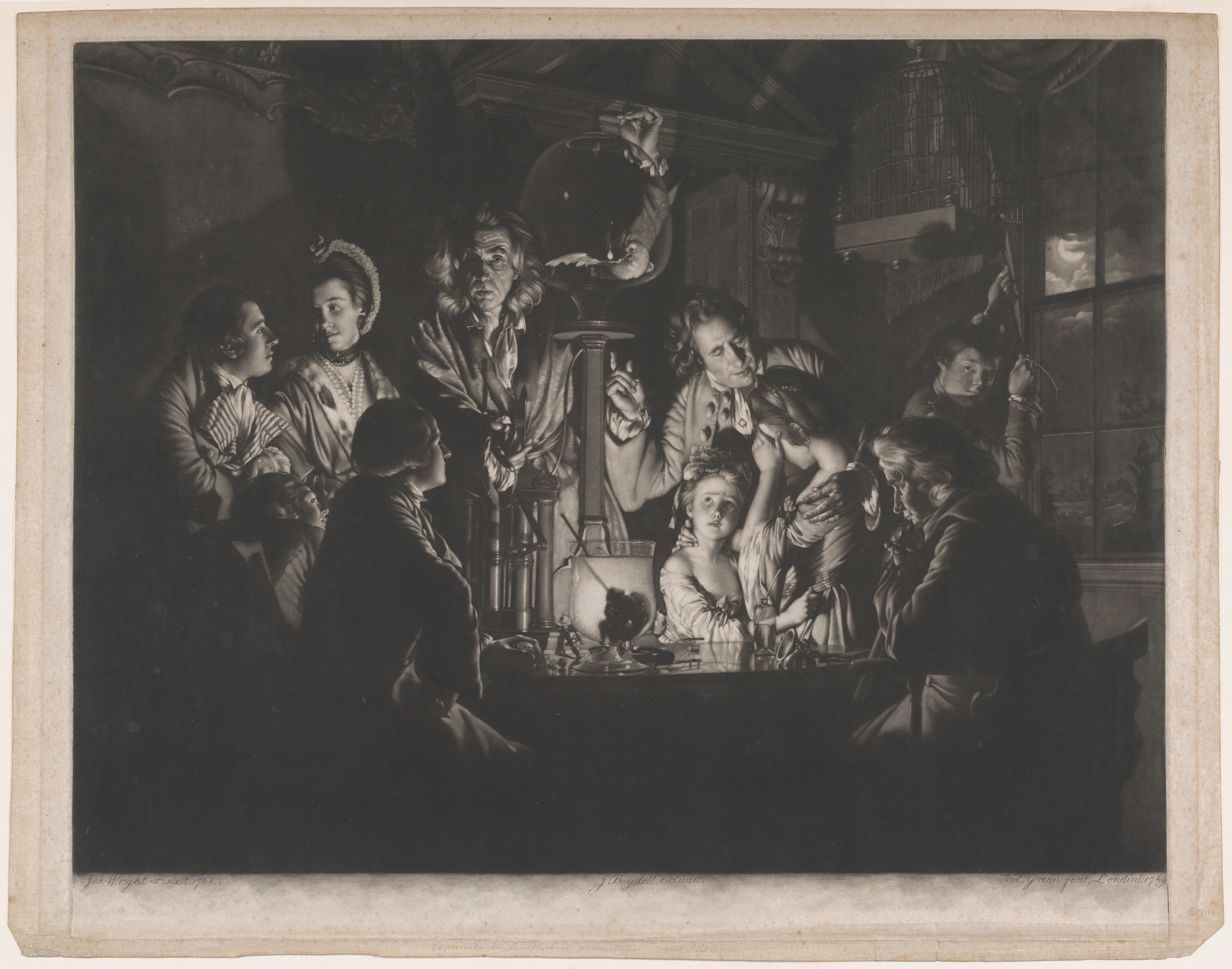
A Philosopher Showing an Experiment On the Air Pump nach Joseph Wright of Derby, 1769, Metropolitan Museum of Art

1765 zog er nach London, wo er Stiche für den Maler Nathan Drake (≈1728–1778) sowie für die Grafikhändler Ryland & Bryer nach Genrebildern und Porträts von Pierre Falconet (1741–1791) und Tilly Kettle (1735–1786) fertigte. 1767 wurde er Fellow der Incorporated Society of Artists. In den Jahren 1768–1772 schuf er eine Serie von Mezzotinten, die zumeist von John Boydell publiziert wurden, unter anderem von den ersten eindrucksvollen Historienbildern von Benjamin West: Elisha Restores To Life the Shunamite’s Son (1768), Jacob Blesses Joseph’s Two Sons (1768). Auch dessen Porträt von Robert und Thomas Drummond (1769) sowie das Gemälde A Philosopher Showing an Experiment On the Air Pump (1769) von Joseph Wright of Derby setzte er um. Zudem schabte er in den ersten fünf Londoner Jahren mehrere wichtige Theaterbildnisse, etwa eine Darstellung des Schauspielers David Garrick (1769) nach Thomas Gainsborough. Weitere frühe Arbeiten sind Gulliver Addressing the Houyhnmhns (1770) nach Sawrey Gilpin (1733–1807), verschiedene Porträts von George Romney sowie Venus Rising From the Sea (1772) von James Barry (1741–1806). Einen Höhepunkt seines Schaffens lieferte er ab in den Stichen nach Benjamin Wests Pendant-Gemälden Regulus’s Return To Carthage (1771) und Hannibal Swears Eternal Enmity To the Romans (1773), bis dahin seine großformatigsten Mezzotinten. Beide Bilder, die als seine Hauptwerke gelten, führten 1773 zu seiner Berufung zum „Mezzotint Engraver to the King“.
1774 verließ er die Society of Artists, um als Associate Engraver in die Royal Academy of Arts einzutreten. 1775 wurde er Fellow der Society of Antiquaries. 
Gefragt bei König Georg III. wie beim Verleger Boydell, etablierte sich Green als der bevorzugte Stecher von Benjamin West. 1770 publizierte man Greens Porträt der Ehefrau und des Sohns, Mary G. and Her Son Rupert (nach Falconet), als Pendant von Elizabeth West and Her Son Raphael. Insgesamt stach er etwa 40 Mezzotinten nach West, unter anderem Alexander and Philip His Physician (1772), The Death of Epamonidas (1774), The Death of Bayard (1774), Agrippina Weeping Over the Ashes of Germanicus (1774), The Cave of Despair (1775), Devout Men Taking the Body of St. Stephen (1776), Peter Having Denied Christ (1780), The Raising of Lazarus (1780), Christ Blessing Little Children (1782), Nathan and David (1784), The Last Supper (1784) und das Triptychon des großen Ostfensters der St George’s Chapel, Windsor (1784).
1770 zog er in die Salisbury Street nahe dem Strand, wo er neben der Herstellung von Arbeiten für andere Verleger auch eigene Stiche zu verlegen begann. Zu seinen Lehrlingen zählten John Dean (1769), James Walker (1773) und später John Young (1755–1825) sowie weitere, auch ausländische Schüler, etwa Johann Gerhard Huck, die Greens wachsende internationale Anerkennung belegen. Sein Renommee erwuchs einerseits dem königlichen Amt, andererseits einer Reise durch Flandern, Holland und das Rheinland (1775). Bei dieser Gelegenheit zeichnete er das Bildnis des Kurfürsten Karl Theodor von der Pfalz (nach Pompeo Batoni, 1777 publiziert), der ihn in Mannheim zum Hofstecher und zum Professer der Düsseldorfer Akademie ernannte. In Düsseldorf schloss der Stichhändler Johann Gottfried Huck einen Vertrag für den Import von Greens Arbeiten. 

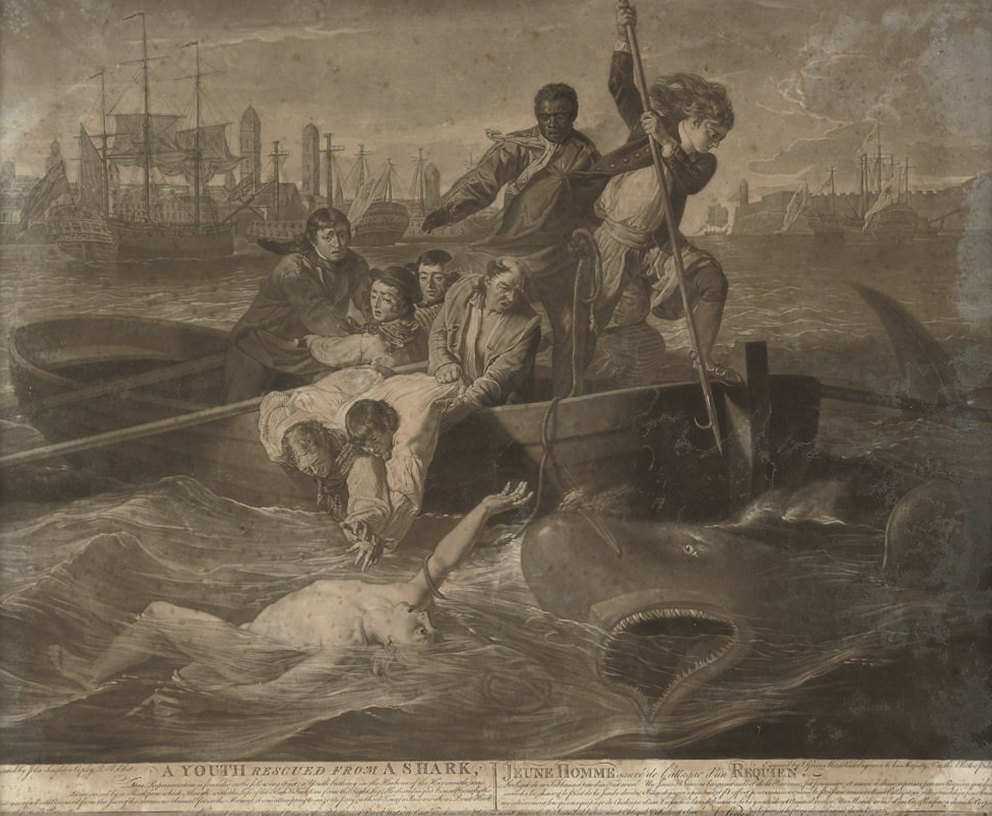
A Youth Rescued From a Shark nach John Singleton Copley, 1779

In den Jahren 1774–1779 schabte Green 15 Bilder für die Houghton Gallery von Boydell. Hauptsächlich in den Jahren 1778–1783 entstanden 23 Bilder nach Joshua Reynolds, insbesondere eine Serie von Ganzfiguren, die 1780 unter dem Titel Beauties of the Present Age auf den Markt kam. Allerdings überwarf er sich mit Reynolds, als ihm 1794 die Zustimmung zur Reproduktion des Porträts von Sarah Siddons verweigert wurde. Neben Stichen nach Maria Cosway (1781–1787, sieben Bilder, 1800 The Annunciation) fertigte er auch einige nach US-amerikanischen Malern an, unter anderem Bildnisse von George Washington nach John Trumbull (1781) und nach Charles Wilson Peale (1785). Von dem Motiv A Youth Rescued From a Shark (1779) nach John Singleton Copley produzierte Green wegen der großen Nachfrage sogar drei Platten. Er veröffentlichte außerdem eine Reihe großformatiger Aquatinten von ihm selbst wie auch von Francis Jukes (1745–1812) mit pittoresken Motiven von Burgen und Kathedralen. Von den prestigeträchtigen Bildnisaufträgen sind das Porträt der Königin Charlotte (1778) sowie aller königlichen Kinder zu erwähnen wie auch die Porträts von Joshua Reynolds und William Chambers (1780) für die Royal Academy.
1782 besuchte er Paris. Nach der Rückkehr publizierte er die Schrift A Revue of the Polite Arts in France, at the Time of their Establishment under Louis XIVth, compared with their Present State in England. Darin offenbarte er eine äußerst kritische Einstellung zeigt zum britischen Patronat und dem gängigen Vorurteil, Kunst als unnötigen Luxus zu betrachten.
Zu dieser Zeit lebte er in der Newman Street in der Nähe von Benjamin West und blickte auf ein Inventar von 130 Platten sowie einen Vorrat von Drucken für sich selbst und andere Verleger. 1785 nahm er seinen Sohn Rupert (1767/1768–1804) in die Firma auf. Am 31. Dezember 1789 starb seine Ehefrau Mary. 
Die Projekte wurden zunehmend ambitionierter, etwa mit A History of the Queens of England (1786, nach Zeichnungen seines deutschen Schülers Johann Gerhard Huck), die unter dem Patronat von Königin Charlotte und anderer europäischer Königinnen erschien. Am 3. Juni 1789 erhielt Green ein Privileg für den Stich und die Verbreitung aller Gemälde der Düsseldorfer Galerie auf eigenes Risiko. Hierzu beschäftigte er eine Anzahl von Stechern und vergab Aufträge für Reproduktionszeichnungen. Selbst originale Gemälde gab er in Auftrag, während Freunde und Bekannte Kapital in diese Unternehmungen investieren. 1793, während des Ersten Koalitionskriegs, existierten bereits 72 der 100 vorgeschlagenen Stichvorzeichnungen des Galeriewerks, 14 Platten waren fertig, 13 weitere nahezu. Anlässlich der Einnahme von Valenciennes durch Friedrich, den Herzog von York, beauftragten Green und sein Basler Geschäftspartner Christian von Mechel den Maler Philipp Jakob Loutherbourg den Jüngeren mit der Darstellung der Belagerung und James Gillray mit Porträtskizzen der Teilnehmer. Hierzu begleitete Greens Sohn Rupert die zwei Künstler zum Kriegsgeschehen. Später stellte Green das fertige Gemälde sowie das spätere Pendant mit dem Sieg von Lord Howe in eigens angemieteten Räumen aus und verkaufte Stiche davon.
Ein Großfeuer in der Nacht vom 6. auf den 7. Oktober 1794, das durch die französische Bombardierung der Stadt und des Schlosses Düsseldorf im Ersten Koalitionskrieg ausgelöst worden war, hatte beträchtliche Folgen für Greens Unternehmen. Seine Räume für seine Arbeiten in der Düsseldorfer Gemäldegalerie wurden zerstört. Dies vereitelte die Fertigstellung des Düsseldorfer Galeriewerks. Weitere Schläge trafen ihn, als sein Partner Mechel (wegen der französischen Besatzung der Schweiz) sowie Greens Bankier Bankrotte anmeldeten. 1798 war Green so weit ruiniert, dass sein Besitz zwangsversteigert werden musste. Im anschließenden Ruhestand gelang es ihm in den Jahren 1805–1813 jedoch noch, als Kustos der British Institution ein regelmäßiges Einkommen zu erzielen.